# XERA-AM
XERA (nombre comercial: Radio Uno) es una emisora de radio de México, transmitiendo en el 760 AM en San Cristóbal de las Casas, Chiapas. El indicativo fue más famoso por su uso en un "Border blaster" en Villa Acuña, Coahuila.

## Historia

### Villa Acuña
De 1935 a 1939, XERA fue el código de identificación de una estación que hacía las veces de "Border blaster". Sucesora de XER, la estación estaba bajo el control del estadounidense John R. Brinkley. 
Después de perder el control de XER cuando fue cerrado por el gobierno mexicano en 1933, Brinkley desmanteló el transmisor XER original pero intentó obtener una nueva concesión para Villa Acuña. En septiembre de 1935 se le otorgó una nueva concesión a través de la Compañía Mexicana Radiodifusora Fronteriza, empresa que estaba representada por Ramón Bósquez como propietario. La estación original transmitía en 960 kHz.
Brinkley utilizó los edificios antiguos de XER pero instaló un nuevo transmisor de 500 kilovatios con la ayuda de dos ingenieros de radio de Texas. La antena de XER había sido omnidireccional, pero la nueva antena direccional de XERA permitió a Brinkley afirmar que su estación tenía una potencia radiada efectiva de un megavatio. XERA presumía de ser "la estación de radiodifusión más poderosa del mundo".
Tras la firma de varios tratados internacionales con Estados Unidos, el gobierno mexicano obligó a XERA a salir del aire en los últimos días de 1939, cuando ya había pasado a 800 kHz. La programación de la estación, que presentaba a curanderos religiosos y propaganda nazi, y la reputación de la estación de violar leyes y evadir impuestos, pusieron a la estación en la mira de las autoridades tanto mexicanas como estadounidenses. El 16 de junio de 1941, el Diario Oficial de la Federación publicó un decreto expropiando la emisora. El equipo fue retirado y la ubicación no se convertiría en el sitio de otro border blaster hasta 1947, cuando XERF salió al aire.

### San Cristóbal de las Casas
El 3 de noviembre de 1973 la nueva XERA-AM salió al aire en San Cristóbal de las Casas como la primera emisora pública de Chiapas, propiedad del gobierno del estado.
De 1985 a 1990, esta estación fue operada por el Instituto Mexicano de la Radio bajo un acuerdo de cooperación que vio al IMER lanzar dos estaciones de radio en el estado. Cuando el gobierno de Chiapas optó por retomar el control de XERA, IMER construyó una estación de reemplazo, XECHZ en Chiapa del Corzo.
La programación de XERA-AM se transmite en varios idiomas entre ellos tzeltal y tzotzil.